# Ermafrodito dormiente (Museo Nazionale Romano)
L'Ermafrodito dormiente è una scultura romana in marmo (lunga 148 cm) datata al II secolo a.C., oggi conservata al Museo nazionale romano di palazzo Massimo di Roma.

## Storia e descrizione
La statua fu rinvenuta nel 1879 all'interno di un edificio privato sotto il Teatro dell'Opera a Roma. La statua si trovava in una nicchia murata e riempita di terra del peristilio.
Raffigura un giovane, che dorme sul proprio mantello, con la testa appoggiata sul braccio destro che fa da cuscino. Il corpo giace sul fianco. L'acconciatura è molto raffinata, con i capelli lunghi raccolti sulla nuca. La scultura si ispira forse a Eros dormiente. La veduta posteriore, con i glutei in primo piano in modo provocante, suggerisce la bellezza di un corpo femminile. La parte anteriore mostra invece l'organo sessuale maschile. Questi elementi fanno identificare la figura con l'Ermafrodito, che la mitologia greca riteneva fosse figlio di Ermes e di Afrodite. Secondo il poeta latino Publio Ovidio Nasone, era un ragazzo di grande bellezza che venne trasformato in un essere androgino dalla doppia identità sessuale, grazie all'unione soprannaturale con la ninfa Salmace.
L'opera è ascrivibile alla scultura ellenistica che immaginava statue che, a seconda della loro angolazione, potevano cambiare la loro identità sessuale.
Dell'Ermafrodito dormiente esistono versioni diverse. È probabile che tutte queste statue derivino da una celebre statua ellenistica, forse l'Hermaphroditus nobilis opera di Policle, di origine ateniese, autore di una serie di statue commissionate da magistrati romani della metà del II secolo a.C.

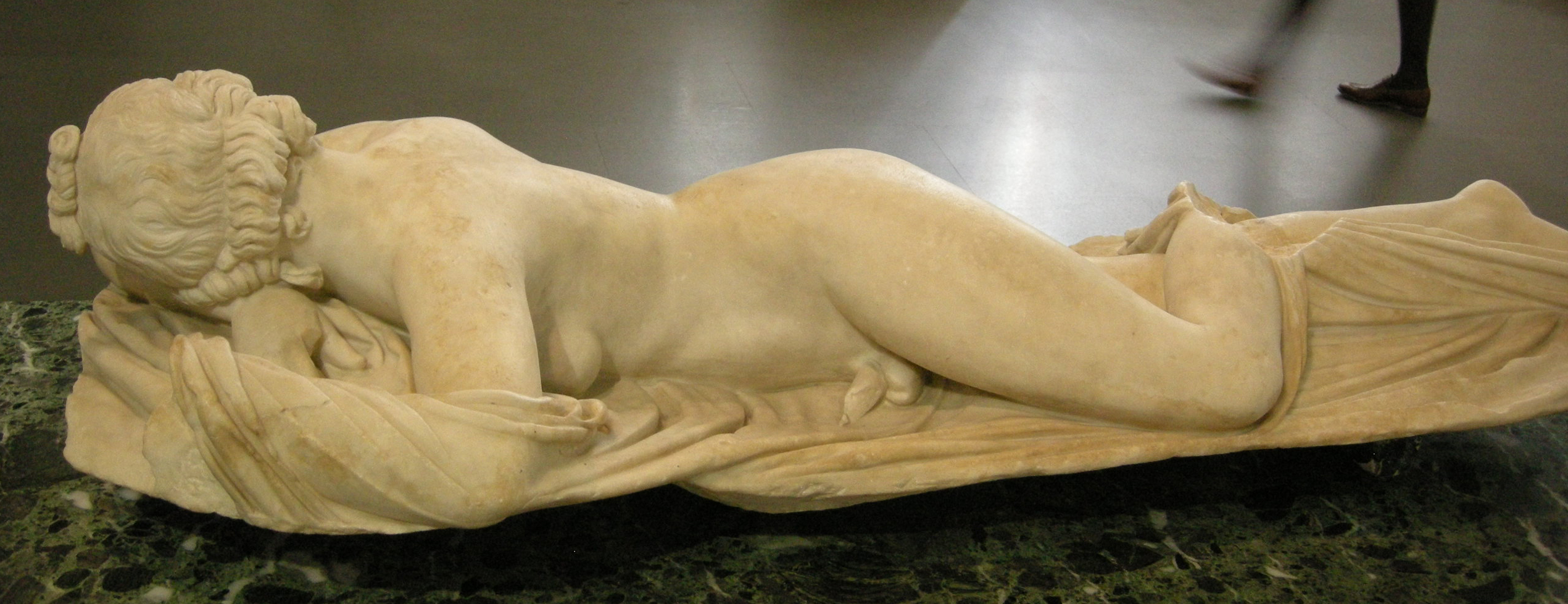
Ermafrodito dormiente visto da opposta angolazione